# Distretto di Kheda
Il distretto di Kheda è un distretto del Gujarat, in India, di 2 023 354 abitanti. Il suo capoluogo è Kheda.